# Comté de Marion (Indiana)
Pour les articles homonymes, voir Comté de Marion.
Le comté de Marion (anglais : Marion County) est un comté de l'État de l'Indiana, aux États-Unis. Il comptait 903 393 habitants en 2010, ce qui en fait le comté le plus peuplé de l'État. Son siège est Indianapolis, la capitale d'État de l'Indiana.

## Géographie

### Situation
| Comté de Boone     | Comté de Hamilton |                  |
| Comté de Hendricks | comté de Marion   | Comté de Hancock |
| Comté de Morgan    | Comté de Johnson  | Comté de Shelby  |

### Localités
Dans le comté de Marion, les pouvoirs des villes et ceux du comté sont fusionnés dans un gouvernement appelé Unigov. Quatre villes dites « exclues » ne prennent pas part à Unigov et conservent ainsi leur autonomie (elles ont donc un maire et un conseil municipal). Les autres villes, dites « incluses », ne possèdent qu'un pouvoir très faible : elles décident notamment du zonage et gèrent leur département de police. Elles gardent aussi le contrôle sur les impôts concernant ces deux domaines. Beaucoup de ces villes incluses disposent d'une richesse et d'une influence si fortes qu'elles conservent une influence non officielle sur la politique. De la même manière, certains quartiers tels que Broad Ripple (en), qui ont été intégrés formellement à Indianapolis, y ont toujours un pouvoir d'influence fort.

#### Liste des villes

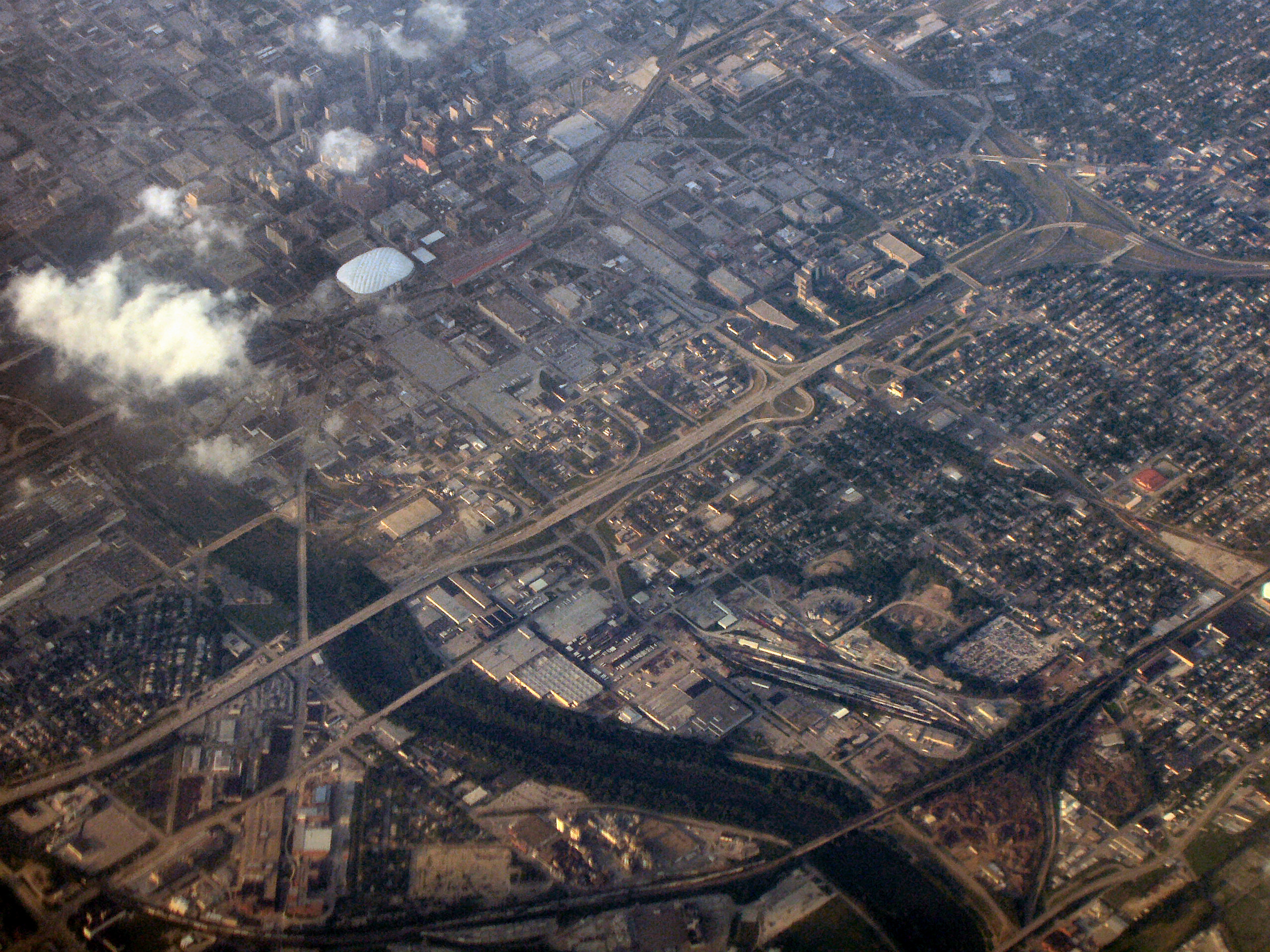
Le centre d'Indianapolis

Les villes indépendantes d'Unigov sont en gras :
| - Beech Grove - Clermont - Crows Nest - Homecroft | - Indianapolis - Lawrence - Meridian Hills - North Crows Nest | - Rocky Ripple - Southport - Speedway - Spring Hill | - Warren Park - West Newton - Williams Creek - Wynnedale |

#### Liste des cantons
Le comté de Marion se compose de 9 cantons (township), plus ou moins organisés en une grille de 3 lignes et 3 colonnes. La liste suivante rend compte de cet arrangement, le nord étant en haut :
| - Pike - Wayne - Decatur | - Washington - Center - Perry | - Lawrence - Warren - Franklin |

## Histoire
Le comté de Marion a été créé le 1er avril 1822 dans le cadre du Delaware new purchase, ancien domaine s'étalant sur 12 comtés actuels. Son nom vient de Francis Marion, général pendant la Guerre d'indépendance des États-Unis.
La capitale d'État a été déplacée dans le comté de Marion en 1824, démarrant une période de croissance rapide de la population.

## Démographie
| Hommes | Classe d’âge | Femmes |
| ------ | ------------ | ------ |
| 34 698 | 0-4          | 33 462 |
| 31 755 | 5-9          | 30 531 |
| 30 396 | 10-14        | 29 094 |
| 31 554 | 15-19        | 31 022 |
| 32 544 | 20-24        | 36 038 |
| 37 504 | 25-29        | 39 647 |
| 33 328 | 30-34        | 34 002 |
| 30 185 | 35-39        | 30 806 |
| 28 668 | 40-44        | 29 312 |
| 30 950 | 45-49        | 32 945 |
| 30 574 | 50-54        | 32 935 |
| 25 269 | 55-59        | 28 247 |
| 19 489 | 60-64        | 22 336 |
| 12 932 | 65-69        | 16 053 |
| 9 284  | 70-74        | 12 303 |
| 7 061  | 75-79        | 10 507 |
| 5 263  | 80-84        | 8 783  |
| 4 233  | 85+          | 9 683  |

| Groupe            | Comté de Marion | Indiana | États-Unis |
| ----------------- | --------------- | ------- | ---------- |
| Blancs            | 62,8            | 84,3    | 72,4       |
| Afro-Américains   | 26,7            | 9.1     | 12,6       |
| Autres            | 5,4             | 2,7     | 6,4        |
| Métis             | 2,8             | 2,0     | 2,9        |
| Asiatiques        | 2,0             | 1.6     | 4,8        |
| Amérindiens       | 0,3             | 0,3     | 1,1        |
| Total             | 100             | 100     | 100        |
|                   |                 |         |            |
| Latino-Américains | 9,4             | 6,0     | 16,7       |

En 2010, selon les données établies par le Bureau du recensement des États-Unis, il y avait 903 393 habitants, 366 176 ménages et 218 338 familles dans le comté. La densité de population du comté était de 880,5 habitants/km2.
La répartition ethnique se décomposait principalement en 62,7 % de Blancs, 26,7 % de Noirs ou Afro-américains, 2 % d'Asiatiques, et 2,8 % multi-raciaux.
Parmi les 366 176 ménages, 28,5 % vivaient avec un enfant de moins de 18 ans, 36,9 % était un couple marié vivant ensemble, 17,1 % avait une femme au foyer avec un mari absent. 40,4 % n'étaient pas des familles complètes, et 32 % étaient des personnes seules. La taille moyenne d'une foyer était de 2,42 personnes et la taille moyenne d'une famille de 3,08 personnes.
L'âge médian de la population était de 33,9 ans. 25,1 % de la population avait moins de 18 ans ; 10,5 % avait entre 18 et 24 ans ; 29,2 % entre 25 et 44 ans ; 24,7 % entre 45 et 64 ans ; et 10,6 % de la population avait 65 ans ou plus. Il y avait en moyenne 93,2 hommes pour 100 femmes, et 89,7 hommes de plus de 18 ans pour 100 femmes du même âge.
Le revenu médian d'un foyer était de 38 959 $, et celui d'une famille 48 327 $. Les hommes avaient un revenu médian de 41 217 $, et les femmes de 34 341 $. Le revenu par tête du comté était de 22 170 $. 20,6 % des personnes et 16,3 % des familles vivaient avec un revenu inférieur au seuil de pauvreté. 30,8 % de ces personnes avaient moins de 18 ans, et 7,1 % avaient 65 ans ou plus.

## Administration et politique
Jusqu'au milieu des années 2000, le comté de Marion était un bastion républicain aux élections présidentielles. Il a donné la majorité de ses suffrages aux républicains de 1968 à 2000. Néanmoins le comté a amorcé une tendance démocrate en donnant la majorité au démocrate John Kerry en 2004, pour la première fois depuis Lyndon B. Johnson en 1964. La tendance s'est poursuivie en 2008 avec une forte domination de Barack Obama, remportant près de 64 % des voix. Cette tendance s'explique notamment par le déménagement de ses habitants les plus aisés et conservateurs vers les banlieues d'Indianapolis, dans les comtés limitrophes.
Le comté fait partie du 7e district congressionnel de l'Indiana, qui est situé au centre du comté et détenu par le démocrate André Carson. Sur les bords du comté débordent les 4e et 5e districts congressionnels. À la Chambre des représentants de l'Indiana, le comté de Marion représente 16 districts sur 100 : le 25e, puis du 86e au 100e. Pour la législature 2010-2012, le comté a envoyé 9 démocrates et 7 républicains à la chambre des représentants. Au Sénat de l'Indiana, le comté représente 6 districts, du 30e au 35e. Avant le renouvellement de 2012, il comptait 4 républicains et 2 démocrates.
Le conseil municipal d'Indianapolis est le corps législatif d'Indianapolis et du comté de Marion, sous le nom d'Unigov. Il a été établi formellement en 1970 par la fusion du gouvernement de la ville et celui du comté. Le conseil passe des lois pour la ville et le comté, et nomme certains conseils d'administration et commissions.
Le comté possède un chef de l'exécutif (county executive) qui est le maire d'Indianapolis. Greg Ballard a été élu à ce poste en 2008 et 2011.